# 仲宗根源和
仲宗根 源和（なかそね げんわ、1895年（明治28年）10月6日 - 1978年（昭和53年）10月18日）は、沖縄県の政治家。昭和戦前に沖縄県会議員を務め、戦後のアメリカ施政権下で政党・沖縄民主同盟を結成した。また、戦後早い時期に琉球独立論を唱えた。
政治活動のほかに、空手道関連の書籍を著している。

## 生涯

### 戦前
沖縄県本部間切渡久地村に生まれる。沖縄師範学校卒業後、東京で小学校教員となる一方、堺利彦らと共産主義運動に従事した。1922年（大正11年）、日本共産党に入党し、翌1923年（大正12年）には第2回党大会にて常任幹事に選出されるが、第一次共産党事件で検挙、投獄される。
1926年（大正15年）、『無産者新聞』責任編集者となり、1941年（昭和16年）には沖縄県会議員に当選する。

### 戦後
1945年（昭和20年）の沖縄戦後、アメリカ軍による占領・指導下で沖縄諮詢会が組織されると、その委員に任命され、社会事業部長となる。翌1946年4月、沖縄民政府が結成されると沖縄議会議員に任命されたが、民政府の政策については批判的であった。
1947年6月、沖縄本島地域における戦後最初の政党・沖縄民主同盟を結成して「沖縄の政治、経済、社会、文化、教育等の民主化」を主張するが、同党は群島知事、議員選挙に相次いで敗れ、1950年に解散した。この間、1949年12月30日には沖縄人民党の瀬長亀次郎らとともに民主同盟を代表してジョセフ・R・シーツ軍政長官に会見し、知事・議員の公選や労働組合の結成等を要求した。この時、仲宗根と瀬長の質問に答えて、シーツは4群島別の知事の公選が近いことを初めて明らかにしている。
民主同盟崩壊とともに仲宗根は群島議員に当選した4人の保守系議員の結成した共和党に加入する。仲宗根は持論の琉球独立論を唱えたが、平良辰雄知事主導の署名活動で本土復帰論が優勢となる中、1953年に共和党も解散した。

### 仲宗根の琉球独立論
仲宗根は、戦後の早い時期から琉球独立論を唱えていた。1951年6月1日発行の『琉球経済』の特集「琉球帰属論」に掲載されている彼の「琉球独立論」の要点は、
1. 琉球を民主主義共和国として独立する。
2. 自由主義陣営の一員としてこれに加わる。
3. 独立してこそ経済的自立が可能である。

というものだった。

## 逸話
- 沖縄諮詢会・社会事業部長時代には、食料の配給の増大を要求して軍政府に対して人民の直訴を勧めたこともあった[5]。
- 金網が張りめぐらされている基地の入り口に貼られている「沖縄人入るべからず」という札を指して、「アメリカ人出るべからずと張り替えようではないか」と演説し、実際に張り替えられたこともあった[6]。
- 民主同盟時代は盛んに沖縄民政府を批判したが、実際に群島知事選挙が実施されると、アメリカ帰りで民政府の部長を務めていた松岡政保を擁立したことから、裏切り者と指弾された[6]。

## 著書
- 『労農露西亜新教育の研究』弘文社、1925年
- 『空手の話 理想的体育・護身・錬膽法』指南社、1937年
  - 1997年に榕樹書林より再刊
- 『武道極意物語』東京図書、1938年
- 『空手道大観』東京図書、1938年
- 『攻防拳法空手道入門 別名、空手術教範』（摩文仁賢和と共著）京文社書店、1940年
  - 2006年に榕樹書林より再刊
- 『武道物語』万里閣、1943年
- 『沖縄から琉球へ 米軍政混乱期の政治事件史』月刊沖縄社、1973年

## 伝記
- 仲宗根みさを『仲宗根源和伝』月刊政経情報社、1987年